# SASI
La SASI (acronimo di Società Abruzzese Servizio Idrico) è un'azienda che si occupa della gestione di acquedotti, depuratori e fognature per i 92 Comuni della Provincia di Chieti che fanno parte del territorio dell'ATO 6 Chietino.

## Descrizione
La SASI viene fondata a dicembre 2002 nell'ambito della più generale riorganizzazione del servizio idrico integrato nel territorio abruzzese come previsto dalla Legge Regionale 2/97, in esecuzione della più generale Legge 36/94 di riferimento. 
La società è stata costituita per la gestione del servizio idrico integrato, che include la captazione e la distribuzione dell'acqua potabile e le successive fasi di raccolta dei reflui, sia domestici che industriali, del loro trasporto attraverso le fognature agli impianti di depurazione per il trattamento prima della loro riconsegna all'ambiente naturale.

## Attività
La SASI si occupa di servire circa 160.000 utenti grazie a:
- oltre 100 sorgenti d'acqua
- 60 impianti di potabilizzazione
- 7.700 km di rete complessiva in gestione (tra adduzione, distribuzione e fognaria)
- 430 serbatoi idrici
- 141 impianti di depurazione
- 115 impianti di sollevamento fognario
- 359 fosse Imhoff

## Acquedotti
Sono 4 gli acquedotti gestiti da SASI:
- acquedotto Verde di Fara San Martino
- acquedotto Avello di Pennapiedimonte
- acquedotto Capovallone di Palena
- acquedotto Sinello di Montazzoli